# L'Homme habillé de journaux
L'Homme habillé de journaux est une nouvelle policière d'Agatha Christie en deux parties : Impasse au roi (Finessing the King) et L'Homme habillé de journaux (The Gentleman Dressed in Newspaper) ; mettant en scène les personnages de Tommy et Tuppence Beresford.
Initialement publiée le 8 octobre 1924 dans la revue The Sketch au Royaume-Uni, cette nouvelle a été reprise en recueil en 1929 dans Partners in Crime au Royaume-Uni et aux États-Unis. Elle a été publiée pour la première fois en France dans le recueil Le crime est notre affaire en 1972.
Dans le recueil Le crime est notre affaire, Agatha Christie imite le style des enquêteurs créés par les auteurs de policiers en vogue à cette époque. Dans cette nouvelle, elle parodie le duo Timothy McCarty et Riordan créé par Isabel Ostrander (en),.

## Publications
Avant la publication dans un recueil, la nouvelle avait fait l'objet de publications dans des revues :
- le 8 octobre 1924, au Royaume-Uni, sous le titre « Finessing the King », dans le no 1654 (vol. 128) de la revue The Sketch[3],[4] ;
- en mars 1971, aux États-Unis, sous le titre « Finessing the King », dans le no 328 (no 3 vol. 57) de la revue Ellery Queen's Mystery Magazine[5].

La nouvelle a ensuite fait partie de nombreux recueils :
- en 1929, au Royaume-Uni, dans Partners in Crime[3] (avec 14 autres nouvelles) ;
- en 1929, aux États-Unis, dans Partners in Crime[3] (avec 14 autres nouvelles) ;
- en 1972, en France, dans Le crime est notre affaire (adaptation des recueils de 1929).

## Adaptations
- 1953 : Finessing the King, pièce radiophonique de la série Partners in Crime, avec Richard Attenborough et Sheila Sim dans les rôles des Beresford ;
- 1983 : Impasse au roi (Finessing the King), téléfilm de la série britannique Le crime est notre affaire d'ITV (épisode 2), avec Francesca Annis et James Warwick dans les rôles des Beresford.